# Haberdashers' Company

Escudo do Grémio de Sederos de Londres

O Haberdashers' Company (ou Worshipful Company of Haberdashers, em português: Grémio de Sederos) é um dos Doze Grémios Maiores da Cidade de Londres.
Os sederos londrinos formaram uma associação na Idade Média através de um estatuto do rei Henrique VI em 1448.
Hoje em dia o antigo grémio é essencialmente entidade filantrópica e fundação educativa, manutenção de catorze escolas na Grã-Bretanha e também suporta a indústria da moda, dela origem histórica.
A família real britânica apoia a Haberdashers' Company e oficial atual é o príncipe Eduardo, Duque de Edimburgo. Ativa na vida cívica da Cidade, apoiando na função do Lord-Mayor eo meirinhos e a  corporação de Londres, o antigo grémio está situado ao Haberdashers' Hall em Smithfield.
O maestro-sedero (Master Haberdasher) em 2024-25 é Sir William Russell.